# Łukasz Kubot
Łukasz Kubot (* 16. května 1982 Bolesławiec) je polský profesionální tenista, vítěz dvou grandslamů v mužské čtyřhře a mezi lednem až květnem 2018 světová jednička ve čtyřhře, 51. v pořadí a historicky první tenisová jednička z Polska.
Ve své dosavadní kariéře na okruhu ATP Tour vyhrál dvacet sedm deblových turnajů, včetně Australian Open 2014 se Švédem Robertem Lindstedtem a Wimbledonu 2017 v páru s Melem. Na challengerech ATP a okruhu ITF získal šest titulů ve dvouhře a dvacet ve čtyřhře. Domovským oddílem je polský klub KKT Wrocław. Během kariéry také nastupoval v české extralize za oddíl TK Neridé.
Na žebříčku ATP byl ve dvouhře nejvýše klasifikován v dubnu 2010 na 41. místě a ve čtyřhře pak v lednu 2018 na 1. místě. Trénuje ho bývalý jablonecký tenista Jan Stočes.
V polském daviscupovém týmu debutoval v roce 2001 základním blokem 2. skupiny zóny Evropy a Afriky proti Izraeli, v němž prohrál s Noamem Okunem a porazil Amira Hadada. Izraelci zvítězili 3:2 na zápasy. Do roku 2021 v soutěži nastoupil k třiceti čtyřem mezistátním utkáním s bilancí 19–10 ve dvouhře a 14–2 ve čtyřhře.
Polsko reprezentoval na Letních olympijských hrách 2012 v Londýně, kde v mužské dvouhře vypadl v úvodním kole, když nestačil na Bulhara Grigora Dimitrova.
Zúčastnil se také riodejaneirských Her XXXI. olympiády, kde ve druhém kole mužské čtyřhry s Marcinem Matkowskim skončili na raketách osmého nasazeného páru Španělů Roberto Bautista Agut a David Ferrer. Po boku Agnieszky Radwańské nastoupili také do smíšené čtyřhry, v níž je v první fázi vyřadila rumunská dvojice Irina-Camelia Beguová a Horia Tecău.

## Tenisová kariéra
V roce 2006 vyhrál deblovou soutěž na neapolském challengeru, kde se jeho spoluhráčem stal Čech Tomáš Cibulec. Ve dvouhře US Open 2006 postoupil z kvalifikace do hlavní soutěže, jakožto první mužský tenista z Polska po jedenácti letech v rámci Grand Slamu. V prvním kole porazil třicátého druhého nasazeného Belgičana Kristofa Vliegena. Žádný polský hráč za předchozích dvacet let přitom nepostoupil do druhé fáze majoru. V ní zdolal Izraelce Noama Okuna po pětisetové bitvě. Ve třetím kole uhrál jen šest gamů na sedmého nasazeného Rusa Nikolaje Davyděnka.
Dvakrát si zahrál finále dvouhry na okruhu ATP Tour a vždy odešel poražen. Poprvé na květnovém Serbia Open 2009 v Bělehradu, kde nestačil na Srba Novaka Djokoviće. Podruhé opět na antuce během únorového Brasil Open 2010 v Costa do Sauípe, kde jej zastavil Španěl Juan Carlos Ferrero.
Na nejvyšší grandslamové kategorii v rámci singlových soutěží nejdále došel ve Wimbledonu 2013, kde v osmifinále po pěti setech přehrál Francouze Adriana Mannarina. V ryze polském čtvrtfinále pak nestačil na světovou dvaadvacítku Jerzyho Janowicze, který se následně stal historicky prvním Polákem v grandslamovém semifinále. Se švédským tenistou Robertem Lindstedtem triumfovali z pozice čtrnáctých nasazených v mužské čtyřhře Australian Open 2014. Po výhře nad francouzským párem Michaël Llodra a Nicolas Mahut ve finále zdolali americko-jihoafrickou dvojici Eric Butorac a Raven Klaasen. Kubot se Švédem přitom před melbournským turnajem společně nevyhráli žádný zápas.

## Finále na Grand Slamu

### Mužská čtyřhra: 3 (2–1)
| Stav      | Rok  | Turnaj          | Povrch | Spoluhráč        | Soupeři ve finále          | Výsledek                       |
| --------- | ---- | --------------- | ------ | ---------------- | -------------------------- | ------------------------------ |
| Vítěz     | 2014 | Australian Open | tvrdý  | Robert Lindstedt | Eric Butorac Raven Klaasen | 6–3, 6–3                       |
| Vítěz     | 2017 | Wimbledon       | tráva  | Marcelo Melo     | Oliver Marach Mate Pavić   | 5–7, 7–5, 7–6(7–2), 3–6, 13–11 |
| Finalista | 2018 | US Open         | tvrdý  | Marcelo Melo     | Mike Bryan Jack Sock       | 3–6, 1–6                       |

## Finále na okruhu ATP Tour
| Legenda (před/od 2009)                                  |
| D – dvouhra; Č – čtyřhra                                |
| Grand Slam (2–1 Č)                                      |
| Turnaj mistrů (0–1 Č)                                   |
| ATP Masters Series / ATP Tour Masters 1000 (4–5 Č)      |
| ATP International Series Gold / ATP Tour 500 (9–7 Č)    |
| ATP International Series / ATP Tour 250 (0–2 D; 12–7 Č) |

### Dvouhra: 2 (0–2)
| Stav      | č. | datum          | turnaj                    | povrch | soupeř ve finále    | výsledek      |
| --------- | -- | -------------- | ------------------------- | ------ | ------------------- | ------------- |
| Finalista | 1. | 4. května 2009 | Bělehrad, Srbsko          | antuka | Novak Djoković      | 3–6, 6–7(0–7) |
| Finalista | 2. | 14. února 2010 | Costa do Sauípe, Brazílie | antuka | Juan Carlos Ferrero | 1–6, 0–6      |

### Čtyřhra: 48 (27–21)
| Stav      | č.  | datum              | turnaj                                     | povrch      | spoluhráč              | soupeři ve finále                     | výsledek                       |
| --------- | --- | ------------------ | ------------------------------------------ | ----------- | ---------------------- | ------------------------------------- | ------------------------------ |
| Finalista | 1.  | 23. dubna 2007     | Casablanca, Maroko                         | antuka      | Oliver Marach          | Jordan Kerr David Škoch               | 7–6(7–4), 1–6, [10–4]          |
| Finalista | 2.  | 22. října 2007     | Lyon, Francie                              | koberec (h) | Lovro Zovko            | Sébastien Grosjean Jo-Wilfried Tsonga | 4–6, 3–6                       |
| Finalista | 3.  | 23. února 2009     | Acapulco, Mexiko                           | antuka      | Oliver Marach          | František Čermák Michal Mertiňák      | 6–4, 4–6, [7–10]               |
| Vítěz     | 1.  | 6. dubna 2009      | Casablanca, Maroko                         | antuka      | Oliver Marach          | Simon Aspelin Paul Hanley             | 7–6(7–4), 3–6, [10–6]          |
| Vítěz     | 2.  | 4. května 2009     | Bělehrad, Srbsko                           | antuka      | Oliver Marach          | Johan Brunström Jean-Julien Rojer     | 6–2, 7–6(7–3)                  |
| Vítěz     | 3.  | 1. listopadu 2009  | Vídeň, Rakousko                            | tvrdý (h)   | Oliver Marach          | Julian Knowle Jürgen Melzer           | 2–6, 6–4, [11–9]               |
| Vítěz     | 4.  | 6. února 2010      | Santiago, Chile                            | antuka      | Oliver Marach          | Potito Starace Horacio Zeballos       | 6–4, 6–0                       |
| Finalista | 4.  | 14. února 2010     | Costa do Sauípe, Brazílie                  | antuka      | Oliver Marach          | Pablo Cuevas Marcel Granollers        | 5–7, 4–6                       |
| Vítěz     | 5.  | February 27, 2010  | Acapulco, Mexiko                           | antuka      | Oliver Marach          | Fabio Fognini Potito Starace          | 6–0, 6–0                       |
| Vítěz     | 6.  | 25. září 2010      | Bukurešť, Rumunsko                         | antuka      | Juan Ignacio Chela     | Marcel Granollers Santiago Ventura    | 6–2, 5–7, [13–11]              |
| Finalista | 5.  | 5. února 2011      | Santiago, Chile                            | antuka      | Oliver Marach          | Marcelo Melo Bruno Soares             | 3–6, 6–7(3–7)                  |
| Finalista | 6.  | 27. dubna 2012     | Bukurešť, Rumunsko                         | antuka      | Jérémy Chardy          | Robert Lindstedt Horia Tecău          | 6–7(2–7), 3–6                  |
| Finalista | 7.  | 20. května 2012    | Řím, Itálie                                | antuka      | Janko Tipsarević       | Marcel Granollers Marc López          | 3–6, 2–6                       |
| Vítěz     | 7.  | 15. července 2012  | Stuttgart, Německo                         | antuka      | Jérémy Chardy          | Michal Mertiňák André Sá              | 6–1, 6–3                       |
| Vítěz     | 8.  | 2. března 2013     | Acapulco, Mexiko                           | antuka      | David Marrero          | Simone Bolelli Fabio Fognini          | 7–5, 6–2                       |
| Vítěz     | 9.  | 25. ledna 2014     | Australian Open, Melbourne, Austrálie      | tvrdý       | Robert Lindstedt       | Eric Butorac Raven Klaasen            | 6–3, 6–3                       |
| Vítěz     | 10. | 13. června 2015    | Rosmalen, Nizozemsko                       | tráva       | Ivo Karlović           | Pierre-Hugues Herbert Nicolas Mahut   | 6–2, 7–6(11–9)                 |
| Vítěz     | 11. | 25. července 2015  | Bastad, Švédsko                            | antuka      | Jérémy Chardy          | Juan Sebastián Cabal Robert Farah     | 6–7(6–8), 6–3, [10–8]          |
| Vítěz     | 12. | 27. září 2015      | Mety, Francie                              | tvrdý (h)   | Édouard Roger-Vasselin | Pierre-Hugues Herbert Nicolas Mahut   | 2-6, 6-3, [10-7]               |
| Vítěz     | 13. | 25. října 2015     | Vídeň, Rakousko                            | tvrdý       | Marcelo Melo           | Jamie Murray John Peers               | 4–6, 7–6(7–3), [10–6]          |
| Finalista | 8.  | 1. května 2016     | Cascais, Portugalsko                       | antuka      | Marcin Matkowski       | Eric Butorac Scott Lipsky             | 4–6, 6–3, [8–10]               |
| Finalista | 9.  | 19. června 2016    | Halle, Německo                             | tráva       | Alexander Peya         | Raven Klaasen Rajeev Ram              | 6–7(5–7), 2–6                  |
| Finalista | 10. | 24. července 2016  | Washington, D.C., USA                      | tvrdý       | Alexander Peya         | Daniel Nestor Édouard Roger-Vasselin  | 6–7(3–7), 6–7(4–7)             |
| Vítěz     | 14. | 30. října 2016     | Vídeň, Rakousko                            | tvrdý       | Marcelo Melo           | Oliver Marach Fabrice Martin          | 4–6, 6–3, [13–11]              |
| Finalista | 11. | 18. března 2017    | Indian Wells, USA                          | tvrdý       | Marcelo Melo           | Raven Klaasen Rajeev Ram              | 7–6 (7–1), 4–6, [8–10]         |
| Vítěz     | 15. | 1. dubna 2017      | Miami, Spojené státy                       | tvrdý       | Marcelo Melo           | Nicholas Monroe Jack Sock             | 7–5, 6–3                       |
| Vítěz     | 16. | 14. května 2017    | Madrid, Španělsko                          | antuka      | Marcelo Melo           | Nicolas Mahut Édouard Roger-Vasselin  | 7–5, 6–3                       |
| Vítěz     | 17. | 17. června 2017    | 's-Hertogenbosch, Nizozemsko               | tráva       | Marcelo Melo           | Raven Klaasen Rajeev Ram              | 6–3, 6–4                       |
| Vítěz     | 18. | 25. června 2017    | Halle, Německo                             | tráva       | Marcelo Melo           | Alexander Zverev Mischa Zverev        | 5–7, 6–3, [10–8]               |
| Vítěz     | 19. | 15. července 2017  | Wimbledon, Spojené království              | tráva       | Marcelo Melo           | Oliver Marach Mate Pavić              | 5–7, 7–5, 7–6(7–2), 3–6, 13–11 |
| Finalista | 12. | 6. srpna 2017      | Washington, D.C., Spojené státy            | tvrdý       | Marcelo Melo           | Henri Kontinen John Peers             | 6–7(5–7), 4–6                  |
| Finalista | 13. | 15. října 2017     | Šanghaj, Čína                              | tvrdý       | Marcelo Melo           | Henri Kontinen John Peers             | 4–6, 2–6                       |
| Vítěz     | 20. | 5. listopadu 2017  | Paříž, Francie                             | tvrdý (h)   | Marcelo Melo           | Ivan Dodig Marcel Granollers          | 7–6(7–3), 3–6, [10–6]          |
| Finalista | 14. | 19. listopadu 2017 | Londýn – Turnaj mistrů, Spojené království | tvrdý (h)   | Marcelo Melo           | Henri Kontinen John Peers             | 4–6, 2–6                       |
| Vítěz     | 21. | 13. ledna 2018     | Sydney, Austrálie                          | tvrdý       | Marcelo Melo           | Jan-Lennard Struff Viktor Troicki     | 6–3, 6–4                       |
| Vítěz     | 22. | 24. června 2018    | Halle, Německo (2)                         | tráva       | Marcelo Melo           | Alexander Zverev Mischa Zverev        | 7–6(7–1), 6–4                  |
| Finalista | 15. | září 2018          | US Open, New York, Spojené státy           | tvrdý       | Marcelo Melo           | Mike Bryan Jack Sock                  | 3–6, 1–6                       |
| Vítěz     | 23. | říjen 2018         | Peking, Čína                               | tvrdý       | Marcelo Melo           | Oliver Marach Mate Pavić              | 6–1, 6–4                       |
| Vítěz     | 24. | říjen 2018         | Šanghaj, Čína                              | tvrdý       | Marcelo Melo           | Jamie Murray Bruno Soares             | 6–4, 6–2                       |
| Finalista | 16. | březen 2019        | Indian Wells, Spojené státy                | tvrdý       | Marcelo Melo           | Nikola Mektić Horacio Zeballos        | 6–4, 4–6, [3–10]               |
| Finalista | 17. | červen 2019        | Halle, Německo                             | tráva       | Marcelo Melo           | Raven Klaasen Michael Venus           | 6–4, 3–6, [4–10]               |
| Vítěz     | 25. | srpen 2019         | Winston-Salem, Spojené státy               | tvrdý       | Marcelo Melo           | Nicholas Monroe Tennys Sandgren       | 6–7(6–8), 6–1, [10–3]          |
| Finalista | 18. | říjen 2019         | Peking, Čína                               | tvrdý       | Marcelo Melo           | Ivan Dodig Filip Polášek              | 3–6, 6–7(4–7)                  |
| Finalista | 19. | říjen 2019         | Šanghaj, Čína                              | tvrdý       | Marcelo Melo           | Mate Pavić Bruno Soares               | 4–6, 2–6                       |
| Finalista | 20. | říjen 2019         | Vídeň, Rakousko                            | tvrdý (h)   | Marcelo Melo           | Rajeev Ram Joe Salisbury              | 4–6, 7–6(7–5), [5–10]          |
| Vítěz     | 26. | únor 2020          | Acapulco, Mexiko (3)                       | tvrdý       | Marcelo Melo           | Juan Sebastián Cabal Robert Farah     | 7–6(8–6), 6–7(4–7), [11–9]     |
| Finalista | 21. | 18. října 2020     | Kolín nad Rýnem, Německo                   | tvrdý (h)   | Marcelo Melo           | Pierre-Hugues Herbert Nicolas Mahut   | 4–6, 4–6                       |
| Vítěz     | 27. | 1. listopadu 2020  | Vídeň, Rakousko                            | tvrdý (h)   | Marcelo Melo           | Jamie Murray Neal Skupski             | 7–6(7–5), 7–5                  |

## Postavení na konečném žebříčku ATP

### Dvouhra
| Rok    | 2000 | 2001   | 2002   | 2003   | 2004   | 2005   | 2006   | 2007   | 2008   | 2009   | 2010  | 2011  | 2012  | 2013  | 2014   | 2015   | 2016   | 2017–2019 |
| Pořadí | 654. | ▲ 394. | ▼ 499. | ▲ 331. | ▲ 258. | ▲ 136. | ▲ 120. | ▼ 222. | ▼ 223. | ▲ 101. | ▲ 70. | ▲ 57. | ▼ 75. | ▲ 74. | ▼ 170. | ▼ 477. | ▼ 906. | —         |

### Čtyřhra
| Rok    | 2000 | 2001   | 2002   | 2003   | 2004   | 2005   | 2006  | 2007  | 2008  | 2009  | 2010  | 2011  | 2012  | 2013  | 2014  | 2015  | 2016  | 2017 | 2018 | 2019 |
| Pořadí | 812. | ▲ 441. | ▼ 928. | ▲ 180. | ▲ 135. | ▼ 138. | ▲ 65. | ▲ 45. | ▼ 75. | ▲ 12. | ▲ 10. | ▼ 53. | ▲ 39. | ▲ 37. | ▲ 18. | ▼ 29. | ▲ 24. | ▲ 2. | ▼ 9. | ▲ 6. |